# Milan Dvorščík
Milan Dvorščík (ur. 7 marca 1971 w Powaskiej Bystrzycy) – słowacki kolarz szosowy, srebrny medalista mistrzostw świata w kategorii amatorów.

## Kariera
Największy sukces w karierze Milan Dvorščík osiągnął w 1994 roku, kiedy zdobył srebrny medal w wyścigu ze startu wspólnego amatorów podczas mistrzostw świata w Agrigento. W zawodach tych wyprzedził go jedynie Duńczyk Alex Pedersen, a trzecie miejsce zajął Francuz Christophe Mengin. Był to jednak jedyny medal wywalczony przez Dvorščíka na międzynarodowej imprezie tej rangi. Ponadto w 1999 roku zwyciężył w Tour of Yugoslavia. W 1996 roku wystartował na igrzyskach olimpijskich w Atlancie, gdzie zajął 59. miejsce w wyścigu ze startu wspólnego oraz 34. miejsce w indywidualnej jeździe na czas. Na rozgrywanych cztery lata później igrzyskach w Sydney wystąpił tylko w wyścigu ze startu wspólnego, kończąc rywalizację na 86. pozycji.